# Tour de Romandie féminin 2022
La 1re édition du Tour de Romandie féminin, a lieu du 7 au 9 octobre 2022. Il s'agit d'une épreuve de l'UCI World Tour féminin 2022.
Arlenis Sierra remporte le sprint d'un peloton de vingt-cinq coureuses sur la première étape. Le lendemain, Ashleigh Moolman remporte l'étape reine devant Annemiek van Vleuten. Elle prend également la tête du classement général. Marta Lach gagne le sprint de l'ultime étape. Au classement général, Ashleigh Moolman devance Van Vleuten et Elisa Longo Borghini. Soraya Paladin gagne le classement par points, Elise Uijen celui de la montagne, Liane Lippert celui de la meilleure jeune et SD Worx celui de la meilleure équipe.

## Présentation

### Parcours
La première étape est vallonnée avec cinq montées de troisième catégorie. La deuxième étape monte tout d'abord vers Suen, classée première catégorie, avant d'arrivée au sommet à Thyon 2000. La dernière étape est plus facile avec un col de deuxième catégorie en début d'étape à Villars-le-Comte puis une côte de troisième catégorie à trente kilomètres de l'arrivée.

### Équipes
| UCI Women's WorldTeams (11)- Team BikeExchange-Jayco - Canyon-SRAM Racing - EF Education-TIBCO-SVB - FDJ-Suez - Liv Racing Xstra - Movistar Team - Roland Cogeas-Edelweiss Squad - Team DSM - SD Worx - Trek-Segafredo - UAE Team ADQ Équipes féminines continentales (3)- Ceratizit-WNT Pro Cycling - Parkhotel Valkenburg - Valcar-Travel & Service Équipe nationale- Suisse |
| |

## Étapes
| Étape     | Date   | Villes étapes       | type              | Distance (km) | Vainqueur d'étape | Leader du classement général |
| --------- | ------ | ------------------- | ----------------- | ------------- | ----------------- | ---------------------------- |
| 1re étape | 7 oct. | Lausanne – Lausanne | étape vallonnée   | 134,4         | Arlenis Sierra    | Arlenis Sierra               |
| 2e étape  | 8 oct. | Sion – Thyon        | étape de montagne | 104,5         | Ashleigh Moolman  | Ashleigh Moolman             |
| 3e étape  | 9 oct. | Fribourg – Genève   | étape vallonnée   | 147,6         | Marta Lach        | Ashleigh Moolman             |

## Déroulement de la course

### 1reétape
Katia Ragusa est la première échappée. Elle est rejointe ensuite par Elena Hartmann. Elles comptent jusqu'à deux minutes d'avance. À cinquante kilomètres de la ligne, l'échappée est reprise alors que Demi Vollering, Ashleigh Moolman-Pasio et Ellen van Dijk passent à l'offensive. Elles sont reprises, tout comme Cecilie Uttrup Ludwig qui contre. À trente kilomètres du terme, Vollering accélère de nouveau. Elle est marquée par Elisa Longo Borghini. Ane Santesteban part ensuite. Puis, Uttrup Ludwig récidive. Après un regroupement, un groupe de sept favorites se forme, mais il est également repris. Sur le plat, Floortje Mackaij attaque. Après un nouveau regroupement, la victoire se joue au sprint dans un groupe de vingt-cinq coureuses. Arlenis Sierra se montre la plus véloce.
| \| Classement de l'étape \| Classement de l'étape \| Classement de l'étape \| Classement de l'étape \| Classement de l'étape \| \| Coureuse \| Coureuse \| Pays \| Équipe \| Temps \| \| --------------------- \| --------------------- \| --------------------- \| --------------------- \| --------------------- \| \| 1re \| Arlenis Sierra \| Cuba \| Movistar Team \| 3 h 36 min 49 s \| \| 2e \| Liane Lippert \| Allemagne \| Team DSM \| + 0 s \| \| 3e \| Demi Vollering \| Pays-Bas \| SD Worx \| + 0 s \| \| 4e \| Soraya Paladin \| Italie \| Canyon-SRAM Racing \| + 0 s \| \| 5e \| Elisa Longo Borghini \| Italie \| Trek-Segafredo \| + 0 s \| \| 6e \| Elise Chabbey \| Suisse \| Canyon-SRAM Racing \| + 0 s \| \| 7e \| Yara Kastelijn \| Pays-Bas \| Plantur-Pura \| + 0 s \| \| 8e \| Cecilie Uttrup Ludwig \| Danemark \| FDJ-Suez-Futuroscope \| + 0 s \| \| 9e \| Ellen van Dijk \| Pays-Bas \| Trek-Segafredo \| + 0 s \| \| 10e \| Évita Muzic \| France \| FDJ-Suez-Futuroscope \| + 0 s \| |                       |           |                      |                 |
| |                       |           |                      |                 |
| |                       |           |                      |                 |
| Classement de l'étape |                       |           |                      |                 |
| Coureuse | Coureuse              | Pays      | Équipe               | Temps           |
| 1re | Arlenis Sierra        | Cuba      | Movistar Team        | 3 h 36 min 49 s |
| 2e | Liane Lippert         | Allemagne | Team DSM             | + 0 s           |
| 3e | Demi Vollering        | Pays-Bas  | SD Worx              | + 0 s           |
| 4e | Soraya Paladin        | Italie    | Canyon-SRAM Racing   | + 0 s           |
| 5e | Elisa Longo Borghini  | Italie    | Trek-Segafredo       | + 0 s           |
| 6e | Elise Chabbey         | Suisse    | Canyon-SRAM Racing   | + 0 s           |
| 7e | Yara Kastelijn        | Pays-Bas  | Plantur-Pura         | + 0 s           |
| 8e | Cecilie Uttrup Ludwig | Danemark  | FDJ-Suez-Futuroscope | + 0 s           |
| 9e | Ellen van Dijk        | Pays-Bas  | Trek-Segafredo       | + 0 s           |
| 10e | Évita Muzic           | France    | FDJ-Suez-Futuroscope | + 0 s           |

| \| Classement général \| Classement général \| Classement général \| Classement général \| Classement général \| \| Coureuse \| Coureuse \| Pays \| Équipe \| Temps \| \| ------------------ \| --------------------- \| ------------------ \| -------------------- \| ------------------ \| \| 1re \| Arlenis Sierra \| Cuba \| Movistar Team \| 3 h 36 min 39 s \| \| 2e \| Liane Lippert \| Allemagne \| Team DSM \| + 4 s \| \| 3e \| Demi Vollering \| Pays-Bas \| SD Worx \| + 6 s \| \| 4e \| Soraya Paladin \| Italie \| Canyon-SRAM Racing \| + 10 s \| \| 5e \| Elisa Longo Borghini \| Italie \| Trek-Segafredo \| + 10 s \| \| 6e \| Elise Chabbey \| Suisse \| Canyon-SRAM Racing \| + 10 s \| \| 7e \| Yara Kastelijn \| Pays-Bas \| Plantur-Pura \| + 10 s \| \| 8e \| Cecilie Uttrup Ludwig \| Danemark \| FDJ-Suez-Futuroscope \| + 10 s \| \| 9e \| Ellen van Dijk \| Pays-Bas \| Trek-Segafredo \| + 10 s \| \| 10e \| Évita Muzic \| France \| FDJ-Suez-Futuroscope \| + 10 s \| |                       |           |                      |                 |
| |                       |           |                      |                 |
| |                       |           |                      |                 |
| Classement général |                       |           |                      |                 |
| Coureuse | Coureuse              | Pays      | Équipe               | Temps           |
| 1re | Arlenis Sierra        | Cuba      | Movistar Team        | 3 h 36 min 39 s |
| 2e | Liane Lippert         | Allemagne | Team DSM             | + 4 s           |
| 3e | Demi Vollering        | Pays-Bas  | SD Worx              | + 6 s           |
| 4e | Soraya Paladin        | Italie    | Canyon-SRAM Racing   | + 10 s          |
| 5e | Elisa Longo Borghini  | Italie    | Trek-Segafredo       | + 10 s          |
| 6e | Elise Chabbey         | Suisse    | Canyon-SRAM Racing   | + 10 s          |
| 7e | Yara Kastelijn        | Pays-Bas  | Plantur-Pura         | + 10 s          |
| 8e | Cecilie Uttrup Ludwig | Danemark  | FDJ-Suez-Futuroscope | + 10 s          |
| 9e | Ellen van Dijk        | Pays-Bas  | Trek-Segafredo       | + 10 s          |
| 10e | Évita Muzic           | France    | FDJ-Suez-Futuroscope | + 10 s          |

### 2eétape
Elise Uijen et Georgia Baker sortent en début d'étape. Elles sont reprises avant la première difficulté, où une sélection a lieu. À vingt-quatre kilomètres de l'arrivée, Marlen Reusser, Soraya Paladin et Arlenis Sierra attaquent. Elles restent en tête jusqu'au début de la dernière ascension. À huit kilomètres du terme, Reusser et Paladin sont reprises. Moolman-Pasio imprime alors un rythme élevé. Elle est suivie par Liane Lippert, Petra Stiasny et Annemiek van Vleuten. D'autres coureuses reviennent, mais à six kilomètres et demi, Van Vleuten passe à l'offensive. Le groupe de quatre se reforme alors. Aux trois kilomètres, Moolman-Pasio attaque de nouveau. Van Vleuten est la seule à suivre, mais cède un kilomètre plus loin. Moolman-Pasio s'impose.
| \| Classement de l'étape \| Classement de l'étape \| Classement de l'étape \| Classement de l'étape \| Classement de l'étape \| \| Coureuse \| Coureuse \| Pays \| Équipe \| Temps \| \| --------------------- \| --------------------- \| --------------------- \| ----------------------------- \| --------------------- \| \| 1re \| Ashleigh Moolman \| Afrique du Sud \| SD Worx \| 3 h 23 min 35 s \| \| 2e \| Annemiek van Vleuten \| Pays-Bas \| Movistar Team \| + 26 s \| \| 3e \| Elisa Longo Borghini \| Italie \| Trek-Segafredo \| + 43 s \| \| 4e \| Liane Lippert \| Allemagne \| Team DSM \| + 1 min 01 s \| \| 5e \| Petra Stiasny \| Suisse \| Roland Cogeas-Edelweiss Squad \| + 1 min 03 s \| \| 6e \| Veronica Ewers \| États-Unis \| EF Education-TIBCO-SVB \| + 1 min 26 s \| \| 7e \| Évita Muzic \| France \| FDJ-Suez-Futuroscope \| + 1 min 41 s \| \| 8e \| Yara Kastelijn \| Pays-Bas \| Plantur-Pura \| + 2 min 11 s \| \| 9e \| Amanda Spratt \| Australie \| Team BikeExchange-Jayco \| + 3 min 01 s \| \| 10e \| Juliette Labous \| France \| Team DSM \| + 4 min 00 s \| |                      |                |                               |                 |
| |                      |                |                               |                 |
| |                      |                |                               |                 |
| Classement de l'étape |                      |                |                               |                 |
| Coureuse | Coureuse             | Pays           | Équipe                        | Temps           |
| 1re | Ashleigh Moolman     | Afrique du Sud | SD Worx                       | 3 h 23 min 35 s |
| 2e | Annemiek van Vleuten | Pays-Bas       | Movistar Team                 | + 26 s          |
| 3e | Elisa Longo Borghini | Italie         | Trek-Segafredo                | + 43 s          |
| 4e | Liane Lippert        | Allemagne      | Team DSM                      | + 1 min 01 s    |
| 5e | Petra Stiasny        | Suisse         | Roland Cogeas-Edelweiss Squad | + 1 min 03 s    |
| 6e | Veronica Ewers       | États-Unis     | EF Education-TIBCO-SVB        | + 1 min 26 s    |
| 7e | Évita Muzic          | France         | FDJ-Suez-Futuroscope          | + 1 min 41 s    |
| 8e | Yara Kastelijn       | Pays-Bas       | Plantur-Pura                  | + 2 min 11 s    |
| 9e | Amanda Spratt        | Australie      | Team BikeExchange-Jayco       | + 3 min 01 s    |
| 10e | Juliette Labous      | France         | Team DSM                      | + 4 min 00 s    |

| \| Classement général \| Classement général \| Classement général \| Classement général \| Classement général \| \| Coureuse \| Coureuse \| Pays \| Équipe \| Temps \| \| ------------------ \| -------------------- \| ------------------ \| ----------------------- \| ------------------ \| \| 1re \| Ashleigh Moolman \| Afrique du Sud \| SD Worx \| 7 h 00 min 14 s \| \| 2e \| Annemiek van Vleuten \| Pays-Bas \| Movistar Team \| + 30 s \| \| 3e \| Elisa Longo Borghini \| Italie \| Trek-Segafredo \| + 49 s \| \| 4e \| Liane Lippert \| Allemagne \| Team DSM \| + 1 min 05 s \| \| 5e \| Veronica Ewers \| États-Unis \| EF Education-TIBCO-SVB \| + 1 min 36 s \| \| 6e \| Évita Muzic \| France \| FDJ-Suez-Futuroscope \| + 1 min 51 s \| \| 7e \| Yara Kastelijn \| Pays-Bas \| Plantur-Pura \| + 2 min 21 s \| \| 8e \| Amanda Spratt \| Australie \| Team BikeExchange-Jayco \| + 3 min 11 s \| \| 9e \| Juliette Labous \| France \| Team DSM \| + 4 min 10 s \| \| 10e \| Anna Shackley \| Royaume-Uni \| SD Worx \| + 4 min 51 s \| |                      |                |                         |                 |
| |                      |                |                         |                 |
| |                      |                |                         |                 |
| Classement général |                      |                |                         |                 |
| Coureuse | Coureuse             | Pays           | Équipe                  | Temps           |
| 1re | Ashleigh Moolman     | Afrique du Sud | SD Worx                 | 7 h 00 min 14 s |
| 2e | Annemiek van Vleuten | Pays-Bas       | Movistar Team           | + 30 s          |
| 3e | Elisa Longo Borghini | Italie         | Trek-Segafredo          | + 49 s          |
| 4e | Liane Lippert        | Allemagne      | Team DSM                | + 1 min 05 s    |
| 5e | Veronica Ewers       | États-Unis     | EF Education-TIBCO-SVB  | + 1 min 36 s    |
| 6e | Évita Muzic          | France         | FDJ-Suez-Futuroscope    | + 1 min 51 s    |
| 7e | Yara Kastelijn       | Pays-Bas       | Plantur-Pura            | + 2 min 21 s    |
| 8e | Amanda Spratt        | Australie      | Team BikeExchange-Jayco | + 3 min 11 s    |
| 9e | Juliette Labous      | France         | Team DSM                | + 4 min 10 s    |
| 10e | Anna Shackley        | Royaume-Uni    | SD Worx                 | + 4 min 51 s    |

### 3eétape
Elise Uijen tente de s'échapper en début d'étape, mais sans succès. Ella Harris et Quinty Ton partent au bout de quarante kilomètres. Leur avance atteint six minutes. L'échappée est reprise dans le final. Marta Lach remporte le sprint. Le classement général est inchangé.
| \| Classement de l'étape \| Classement de l'étape \| Classement de l'étape \| Classement de l'étape \| Classement de l'étape \| \| Coureuse \| Coureuse \| Pays \| Équipe \| Temps \| \| --------------------- \| --------------------- \| --------------------- \| ----------------------------- \| --------------------- \| \| 1re \| Marta Lach \| Pologne \| Ceratizit-WNT Pro Cycling \| 3 h 48 min 37 s \| \| 2e \| Tamara Dronova \| Russie \| Roland Cogeas-Edelweiss Squad \| + 0 s \| \| 3e \| Arlenis Sierra \| Cuba \| Movistar Team \| + 0 s \| \| 4e \| Nina Kessler \| Pays-Bas \| Team BikeExchange-Jayco \| + 0 s \| \| 5e \| Soraya Paladin \| Italie \| Canyon-SRAM Racing \| + 0 s \| \| 6e \| Marie Le Net \| France \| FDJ-Suez-Futuroscope \| + 0 s \| \| 7e \| Ellen van Dijk \| Pays-Bas \| Trek-Segafredo \| + 0 s \| \| 8e \| Marlen Reusser \| Suisse \| SD Worx \| + 0 s \| \| 9e \| Demi Vollering \| Pays-Bas \| SD Worx \| + 0 s \| \| 10e \| Marthe Truyen \| Belgique \| Plantur-Pura \| + 0 s \| |                |          |                               |                 |
| |                |          |                               |                 |
| |                |          |                               |                 |
| Classement de l'étape |                |          |                               |                 |
| Coureuse | Coureuse       | Pays     | Équipe                        | Temps           |
| 1re | Marta Lach     | Pologne  | Ceratizit-WNT Pro Cycling     | 3 h 48 min 37 s |
| 2e | Tamara Dronova | Russie   | Roland Cogeas-Edelweiss Squad | + 0 s           |
| 3e | Arlenis Sierra | Cuba     | Movistar Team                 | + 0 s           |
| 4e | Nina Kessler   | Pays-Bas | Team BikeExchange-Jayco       | + 0 s           |
| 5e | Soraya Paladin | Italie   | Canyon-SRAM Racing            | + 0 s           |
| 6e | Marie Le Net   | France   | FDJ-Suez-Futuroscope          | + 0 s           |
| 7e | Ellen van Dijk | Pays-Bas | Trek-Segafredo                | + 0 s           |
| 8e | Marlen Reusser | Suisse   | SD Worx                       | + 0 s           |
| 9e | Demi Vollering | Pays-Bas | SD Worx                       | + 0 s           |
| 10e | Marthe Truyen  | Belgique | Plantur-Pura                  | + 0 s           |

## Classements finals

### Classement général final
| \| Classement général \| Classement général \| Classement général \| Classement général \| Classement général \| \| Coureuse \| Coureuse \| Pays \| Équipe \| Temps \| \| ------------------ \| -------------------- \| ------------------ \| ----------------------- \| ------------------ \| \| 1re \| Ashleigh Moolman \| Afrique du Sud \| SD Worx \| 10 h 48 min 51 s \| \| 2e \| Annemiek van Vleuten \| Pays-Bas \| Movistar Team \| + 30 s \| \| 3e \| Elisa Longo Borghini \| Italie \| Trek-Segafredo \| + 49 s \| \| 4e \| Liane Lippert \| Allemagne \| Team DSM \| + 1 min 05 s \| \| 5e \| Veronica Ewers \| États-Unis \| EF Education-TIBCO-SVB \| + 1 min 36 s \| \| 6e \| Évita Muzic \| France \| FDJ-Suez-Futuroscope \| + 1 min 51 s \| \| 7e \| Yara Kastelijn \| Pays-Bas \| Plantur-Pura \| + 2 min 21 s \| \| 8e \| Amanda Spratt \| Australie \| Team BikeExchange-Jayco \| + 3 min 11 s \| \| 9e \| Juliette Labous \| France \| Team DSM \| + 4 min 10 s \| \| 10e \| Anna Shackley \| Royaume-Uni \| SD Worx \| + 4 min 51 s \| |                      |                |                         |                  |
| |                      |                |                         |                  |
| |                      |                |                         |                  |
| Classement général |                      |                |                         |                  |
| Coureuse | Coureuse             | Pays           | Équipe                  | Temps            |
| 1re | Ashleigh Moolman     | Afrique du Sud | SD Worx                 | 10 h 48 min 51 s |
| 2e | Annemiek van Vleuten | Pays-Bas       | Movistar Team           | + 30 s           |
| 3e | Elisa Longo Borghini | Italie         | Trek-Segafredo          | + 49 s           |
| 4e | Liane Lippert        | Allemagne      | Team DSM                | + 1 min 05 s     |
| 5e | Veronica Ewers       | États-Unis     | EF Education-TIBCO-SVB  | + 1 min 36 s     |
| 6e | Évita Muzic          | France         | FDJ-Suez-Futuroscope    | + 1 min 51 s     |
| 7e | Yara Kastelijn       | Pays-Bas       | Plantur-Pura            | + 2 min 21 s     |
| 8e | Amanda Spratt        | Australie      | Team BikeExchange-Jayco | + 3 min 11 s     |
| 9e | Juliette Labous      | France         | Team DSM                | + 4 min 10 s     |
| 10e | Anna Shackley        | Royaume-Uni    | SD Worx                 | + 4 min 51 s     |

### Points UCI

#### Points attribués
| Position                  | 1er | 2e  | 3e  | 4e  | 5e  | 6e  | 7e  | 8e  | 9e | 10e | 11e | 12e | 13e | 14e | 15e | 16e à 20e | 21e à 30e | 31e à 40e |  |  |
| Classement général        | 400 | 320 | 260 | 220 | 180 | 140 | 120 | 100 | 80 | 68  | 56  | 48  | 40  | 32  | 28  | 24        | 16        | 8         |  |  |
| Étapes et demi-étapes     | 50  | 40  | 30  | 25  | 20  | 18  | 15  | 10  | 8  | 6   |     |     |     |     |     |           |           |           |  |  |
| Port du maillot de leader | 8   |     |     |     |     |     |     |     |    |     |     |     |     |     |     |           |           |           |  |  |

### Classements annexes
| Classement par points | Classement par points | Classement par points | Classement par points         | Classement par points |
| Coureuse              | Coureuse              | Pays                  | Équipe                        | Points                |
| --------------------- | --------------------- | --------------------- | ----------------------------- | --------------------- |
| 1re                   | Soraya Paladin        | Italie                | Canyon-SRAM Racing            | 78 pts                |
| 2e                    | Arlenis Sierra        | Cuba                  | Movistar Team                 | 76 pts                |
| 3e                    | Liane Lippert         | Allemagne             | Team DSM                      | 53 pts                |
| 4e                    | Marta Lach            | Pologne               | Ceratizit-WNT Pro Cycling     | 50 pts                |
| 5e                    | Elisa Longo Borghini  | Italie                | Trek-Segafredo                | 44 pts                |
| 6e                    | Ashleigh Moolman      | Afrique du Sud        | SD Worx                       | 30 pts                |
| 7e                    | Quinty Ton            | Pays-Bas              | Liv Racing Xstra              | 30 pts                |
| 8e                    | Tamara Dronova        | Russie                | Roland Cogeas-Edelweiss Squad | 30 pts                |
| 9e                    | Demi Vollering        | Pays-Bas              | SD Worx                       | 28 pts                |
| 10e                   | Annemiek van Vleuten  | Pays-Bas              | Movistar Team                 | 25 pts                |

| Classement par points | Classement par points | Classement par points | Classement par points         | Classement par points |
| Coureuse              | Coureuse              | Pays                  | Équipe                        | Points                |
| --------------------- | --------------------- | --------------------- | ----------------------------- | --------------------- |
| 1re                   | Soraya Paladin        | Italie                | Canyon-SRAM Racing            | 78 pts                |
| 2e                    | Arlenis Sierra        | Cuba                  | Movistar Team                 | 76 pts                |
| 3e                    | Liane Lippert         | Allemagne             | Team DSM                      | 53 pts                |
| 4e                    | Marta Lach            | Pologne               | Ceratizit-WNT Pro Cycling     | 50 pts                |
| 5e                    | Elisa Longo Borghini  | Italie                | Trek-Segafredo                | 44 pts                |
| 6e                    | Ashleigh Moolman      | Afrique du Sud        | SD Worx                       | 30 pts                |
| 7e                    | Quinty Ton            | Pays-Bas              | Liv Racing Xstra              | 30 pts                |
| 8e                    | Tamara Dronova        | Russie                | Roland Cogeas-Edelweiss Squad | 30 pts                |
| 9e                    | Demi Vollering        | Pays-Bas              | SD Worx                       | 28 pts                |
| 10e                   | Annemiek van Vleuten  | Pays-Bas              | Movistar Team                 | 25 pts                |

| Classement de la montagne | Classement de la montagne | Classement de la montagne | Classement de la montagne     | Classement de la montagne |
| Coureuse                  | Coureuse                  | Pays                      | Équipe                        | Points                    |
| ------------------------- | ------------------------- | ------------------------- | ----------------------------- | ------------------------- |
| 1re                       | Elise Uijen               | Pays-Bas                  | Team DSM                      | 27 pts                    |
| 2e                        | Liane Lippert             | Allemagne                 | Team DSM                      | 19 pts                    |
| 3e                        | Ashleigh Moolman          | Afrique du Sud            | SD Worx                       | 17 pts                    |
| 4e                        | Annemiek van Vleuten      | Pays-Bas                  | Movistar Team                 | 14 pts                    |
| 5e                        | Georgia Williams          | Nouvelle-Zélande          | Team BikeExchange-Jayco       | 13 pts                    |
| 6e                        | Petra Stiasny             | Suisse                    | Roland Cogeas-Edelweiss Squad | 12 pts                    |
| 7e                        | Demi Vollering            | Pays-Bas                  | SD Worx                       | 12 pts                    |
| 8e                        | Arlenis Sierra            | Cuba                      | Movistar Team                 | 8 pts                     |
| 9e                        | Katia Ragusa              | Italie                    | Liv Racing Xstra              | 7 pts                     |
| 10e                       | Elisa Longo Borghini      | Italie                    | Trek-Segafredo                | 6 pts                     |

| Classement de la montagne | Classement de la montagne | Classement de la montagne | Classement de la montagne     | Classement de la montagne |
| Coureuse                  | Coureuse                  | Pays                      | Équipe                        | Points                    |
| ------------------------- | ------------------------- | ------------------------- | ----------------------------- | ------------------------- |
| 1re                       | Elise Uijen               | Pays-Bas                  | Team DSM                      | 27 pts                    |
| 2e                        | Liane Lippert             | Allemagne                 | Team DSM                      | 19 pts                    |
| 3e                        | Ashleigh Moolman          | Afrique du Sud            | SD Worx                       | 17 pts                    |
| 4e                        | Annemiek van Vleuten      | Pays-Bas                  | Movistar Team                 | 14 pts                    |
| 5e                        | Georgia Williams          | Nouvelle-Zélande          | Team BikeExchange-Jayco       | 13 pts                    |
| 6e                        | Petra Stiasny             | Suisse                    | Roland Cogeas-Edelweiss Squad | 12 pts                    |
| 7e                        | Demi Vollering            | Pays-Bas                  | SD Worx                       | 12 pts                    |
| 8e                        | Arlenis Sierra            | Cuba                      | Movistar Team                 | 8 pts                     |
| 9e                        | Katia Ragusa              | Italie                    | Liv Racing Xstra              | 7 pts                     |
| 10e                       | Elisa Longo Borghini      | Italie                    | Trek-Segafredo                | 6 pts                     |

| Classement du meilleur jeune | Classement du meilleur jeune | Classement du meilleur jeune | Classement du meilleur jeune  | Classement du meilleur jeune |
| Coureuse                     | Coureuse                     | Pays                         | Équipe                        | Temps                        |
| ---------------------------- | ---------------------------- | ---------------------------- | ----------------------------- | ---------------------------- |
| 1re                          | Liane Lippert                | Allemagne                    | Team DSM                      | 10 h 49 min 56 s             |
| 2e                           | Évita Muzic                  | France                       | FDJ-Suez-Futuroscope          | + 46 s                       |
| 3e                           | Juliette Labous              | France                       | Team DSM                      | + 3 min 05 s                 |
| 4e                           | Anna Shackley                | Royaume-Uni                  | SD Worx                       | + 3 min 46 s                 |
| 5e                           | Marta Cavalli                | Italie                       | FDJ-Suez-Futuroscope          | + 7 min 30 s                 |
| 6e                           | Petra Stiasny                | Suisse                       | Roland Cogeas-Edelweiss Squad | + 7 min 49 s                 |
| 7e                           | Francesca Barale             | Italie                       | Team DSM                      | + 10 min 26 s                |
| 8e                           | Ella Harris                  | Nouvelle-Zélande             | Canyon-SRAM Racing            | + 11 min 46 s                |
| 9e                           | Quinty Schoens               | Pays-Bas                     | Parkhotel Valkenburg          | + 11 min 57 s                |
| 10e                          | Neve Bradbury                | Australie                    | Canyon-SRAM Racing            | + 23 min 28 s                |

| Classement du meilleur jeune | Classement du meilleur jeune | Classement du meilleur jeune | Classement du meilleur jeune  | Classement du meilleur jeune |
| Coureuse                     | Coureuse                     | Pays                         | Équipe                        | Temps                        |
| ---------------------------- | ---------------------------- | ---------------------------- | ----------------------------- | ---------------------------- |
| 1re                          | Liane Lippert                | Allemagne                    | Team DSM                      | 10 h 49 min 56 s             |
| 2e                           | Évita Muzic                  | France                       | FDJ-Suez-Futuroscope          | + 46 s                       |
| 3e                           | Juliette Labous              | France                       | Team DSM                      | + 3 min 05 s                 |
| 4e                           | Anna Shackley                | Royaume-Uni                  | SD Worx                       | + 3 min 46 s                 |
| 5e                           | Marta Cavalli                | Italie                       | FDJ-Suez-Futuroscope          | + 7 min 30 s                 |
| 6e                           | Petra Stiasny                | Suisse                       | Roland Cogeas-Edelweiss Squad | + 7 min 49 s                 |
| 7e                           | Francesca Barale             | Italie                       | Team DSM                      | + 10 min 26 s                |
| 8e                           | Ella Harris                  | Nouvelle-Zélande             | Canyon-SRAM Racing            | + 11 min 46 s                |
| 9e                           | Quinty Schoens               | Pays-Bas                     | Parkhotel Valkenburg          | + 11 min 57 s                |
| 10e                          | Neve Bradbury                | Australie                    | Canyon-SRAM Racing            | + 23 min 28 s                |

| Classement par équipes | Classement par équipes | Classement par équipes | Classement par équipes |
| Équipe                 | Équipe                 | Pays                   | Temps                  |
| ---------------------- | ---------------------- | ---------------------- | ---------------------- |
| 1re                    | SD Worx                | Pays-Bas               | 32 h 37 min 55 s       |
| 2e                     | Team DSM               | Pays-Bas               | + 4 min 46 s           |
| 3e                     | FDJ-Suez               | France                 | + 5 min 09 s           |

| Classement par équipes | Classement par équipes | Classement par équipes | Classement par équipes |
| Équipe                 | Équipe                 | Pays                   | Temps                  |
| ---------------------- | ---------------------- | ---------------------- | ---------------------- |
| 1re                    | SD Worx                | Pays-Bas               | 32 h 37 min 55 s       |
| 2e                     | Team DSM               | Pays-Bas               | + 4 min 46 s           |
| 3e                     | FDJ-Suez               | France                 | + 5 min 09 s           |

## Évolution des classements
| Étape              |                    | Vainqueur _      | Classement général | Classement par points | Meilleure grimpeuse | Meilleure jeune | Super-combative _ | Meilleure équipe _ |
| ------------------ | ------------------ | ---------------- | ------------------ | --------------------- | ------------------- | --------------- | ----------------- | ------------------ |
| 1re étape          | étape vallonnée    | Arlenis Sierra   | Arlenis Sierra     | Arlenis Sierra        | Elise Uijen         | Liane Lippert   | Katia Ragusa      | Team DSM           |
| 2e étape           | étape de montagne  | Ashleigh Moolman | Ashleigh Moolman   | Arlenis Sierra        | Elise Uijen         | Liane Lippert   | Georgia Williams  | SD Worx            |
| 3e étape           | étape vallonnée    | Marta Lach       | Ashleigh Moolman   | Soraya Paladin        | Elise Uijen         | Liane Lippert   | Ella Harris       | SD Worx            |
| Classements finals | Classements finals |                  | Ashleigh Moolman   | Soraya Paladin        | Elise Uijen         | Liane Lippert   | Petra Stiasny     | SD Worx            |

## Liste des participantes
| SD Worx SDW | SD Worx SDW            | SD Worx SDW |
| ----------- | ---------------------- | ----------- |
| Num         | Coureuse               | Pos         |
| 1           | Demi Vollering (NED)   | 16e         |
| 2           | Marlen Reusser (SUI)   | 13e         |
| 3           | Anna Shackley (GBR)    | 10e         |
| 4           | Ashleigh Moolman (RSA) | 1re         |

| Trek-Segafredo TFS | Trek-Segafredo TFS           | Trek-Segafredo TFS |
| ------------------ | ---------------------------- | ------------------ |
| Num                | Coureuse                     | Pos                |
| 11                 | Elisa Longo Borghini (ITA)   | 3e                 |
| 12                 | Chloe Hosking (AUS)          | AB-1               |
| 13                 | Leah Thomas (USA)            | 35e                |
| 14                 | Ellen van Dijk (NED) (route) | 30e                |

| Team DSM DSM | Team DSM DSM                | Team DSM DSM |
| ------------ | --------------------------- | ------------ |
| Num          | Coureuse                    | Pos          |
| 21           | Juliette Labous (FRA)       | 9e           |
| 22           | Francesca Barale (ITA)      | 23e          |
| 23           | Liane Lippert (GER) (route) | 4e           |
| 24           | Floortje Mackaij (NED)      | 21e          |
| 25           | Elise Uijen (NED)           | 44e          |

| FDJ-Suez-Futuroscope FSF | FDJ-Suez-Futuroscope FSF            | FDJ-Suez-Futuroscope FSF |
| ------------------------ | ----------------------------------- | ------------------------ |
| Num                      | Coureuse                            | Pos                      |
| 31                       | Marta Cavalli (ITA)                 | 18e                      |
| 32                       | Cecilie Uttrup Ludwig (DEN) (route) | 14e                      |
| 33                       | Victorie Guilman (FRA)              | 19e                      |
| 34                       | Marie Le Net (FRA)                  | 46e                      |
| 35                       | Évita Muzic (FRA)                   | 6e                       |
| 36                       | Jade Wiel (FRA)                     | 47e                      |

| Movistar Team MOV | Movistar Team MOV            | Movistar Team MOV |
| ----------------- | ---------------------------- | ----------------- |
| Num               | Coureuse                     | Pos               |
| 41                | Annemiek van Vleuten (NED)   | 2e                |
| 42                | Sheyla Gutiérrez (ESP)       | AB-3              |
| 43                | Sara Martín (ESP)            | AB                |
| 44                | Arlenis Sierra (CUB) (route) | 36e               |
| 45                | Jelena Erić (SRB) (route)    | 45e               |

| Canyon-SRAM Racing CSR | Canyon-SRAM Racing CSR | Canyon-SRAM Racing CSR |
| ---------------------- | ---------------------- | ---------------------- |
| Num                    | Coureuse               | Pos                    |
| 51                     | Neve Bradbury (AUS)    | 38e                    |
| 52                     | Elise Chabbey (SUI)    | 11e                    |
| 53                     | Alice Barnes (GBR)     | 63e                    |
| 54                     | Ella Harris (NZL)      | 25e                    |
| 55                     | Soraya Paladin (ITA)   | 12e                    |

| UAE Team ADQ UAD | UAE Team ADQ UAD          | UAE Team ADQ UAD |
| ---------------- | ------------------------- | ---------------- |
| Num              | Coureuse                  | Pos              |
| 61               | Mavi García (ESP) (route) | AB-2             |
| 62               | Laura Tomasi (ITA)        | 50e              |
| 63               | Urša Pintar (SLO)         | 22e              |
| 64               | Sophie Wright (GBR)       | 43e              |
| 65               | Linda Zanetti (SUI)       | AB-3             |

| Team BikeExchange-Jayco BEX | Team BikeExchange-Jayco BEX | Team BikeExchange-Jayco BEX |
| --------------------------- | --------------------------- | --------------------------- |
| Num                         | Coureuse                    | Pos                         |
| 71                          | Ane Santesteban (ESP)       | 15e                         |
| 72                          | Urška Žigart (SLO)          | 37e                         |
| 73                          | Amanda Spratt (AUS)         | 8e                          |
| 74                          | Nina Kessler (NED)          | 39e                         |
| 75                          | Georgia Williams (NZL)      | 24e                         |
| 76                          | Jessica Allen (AUS)         | 60e                         |

| Valcar-Travel & Service VAL | Valcar-Travel & Service VAL | Valcar-Travel & Service VAL |
| --------------------------- | --------------------------- | --------------------------- |
| Num                         | Coureuse                    | Pos                         |
| 81                          | Elena Pirrone (ITA)         | 59e                         |
| 82                          | Elizabeth Stannard (AUS)    | 34e                         |
| 83                          | Emma Redaelli (ITA)         | 68e                         |
| 84                          | Carlotta Cipressi (ITA)     | NP-2                        |
| 85                          | Margaux Vigié (FRA)         | 65e                         |

| Liv Racing Xstra LIV | Liv Racing Xstra LIV    | Liv Racing Xstra LIV |
| -------------------- | ----------------------- | -------------------- |
| Num                  | Coureuse                | Pos                  |
| 91                   | Jeanne Korevaar (NED)   | 42e                  |
| 92                   | Katia Ragusa (ITA)      | 61e                  |
| 93                   | Sabrina Stultiens (NED) | 32e                  |
| 94                   | Silke Smulders (NED)    | 51e                  |
| 95                   | Quinty Ton (NED)        | 41e                  |
| 96                   | Eva Buurman (NED)       | 67e                  |

| EF Education-TIBCO-SVB TIB | EF Education-TIBCO-SVB TIB | EF Education-TIBCO-SVB TIB |
| -------------------------- | -------------------------- | -------------------------- |
| Num                        | Coureuse                   | Pos                        |
| 101                        | Veronica Ewers (USA)       | 5e                         |
| 102                        | Magdeleine Vallieres (CAN) | AB-3                       |
| 103                        | Kathrin Hammes (GER)       | 29e                        |
| 104                        | Sara Poidevin (CAN)        | 52e                        |
| 105                        | Omer Shapira (ISR) (route) | 26e                        |

| Ceratizit-WNT Pro Cycling WNT | Ceratizit-WNT Pro Cycling WNT | Ceratizit-WNT Pro Cycling WNT |
| ----------------------------- | ----------------------------- | ----------------------------- |
| Num                           | Coureuse                      | Pos                           |
| 111                           | Hanna Nilsson (SWE)           | 57e                           |
| 112                           | Clea Seidel (GER)             | AB-3                          |
| 113                           | Lara Vieceli (ITA)            | 55e                           |
| 114                           | Marta Lach (POL)              | 33e                           |

| Roland Cogeas-Edelweiss Squad CGS | Roland Cogeas-Edelweiss Squad CGS | Roland Cogeas-Edelweiss Squad CGS |
| --------------------------------- | --------------------------------- | --------------------------------- |
| Num                               | Coureuse                          | Pos                               |
| 121                               | Tamara Dronova (RUS) (route)      | 28e                               |
| 122                               | Petra Stiasny (SUI)               | 20e                               |
| 123                               | Hannah Buch (GER)                 | AB-3                              |
| 124                               | Léa Stern (SUI)                   | 70e                               |
| 125                               | Caroline Baur (SUI) (route)       | AB-1                              |
| 126                               | Anna Gabrielle Traxler (CAN)      | 56e                               |

| Plantur-Pura PLP | Plantur-Pura PLP                      | Plantur-Pura PLP |
| ---------------- | ------------------------------------- | ---------------- |
| Num              | Coureuse                              | Pos              |
| 131              | Yara Kastelijn (NED)                  | 7e               |
| 132              | Marthe Truyen (BEL)                   | 49e              |
| 133              | Christina Schweinberger (AUT) (route) | 54e              |
| 134              | Julie Van de Velde (BEL)              | 17e              |
| 135              | Imogen Cotter (IRL)                   | 66e              |

| Parkhotel Valkenburg PHV | Parkhotel Valkenburg PHV   | Parkhotel Valkenburg PHV |
| ------------------------ | -------------------------- | ------------------------ |
| Num                      | Coureuse                   | Pos                      |
| 141                      | Quinty Schoens (NED)       | 27e                      |
| 142                      | Julia van Bokhoven (NED)   | 69e                      |
| 143                      | Mischa Bredewold (NED)     | 62e                      |
| 144                      | Femke Gerritse (NED)       | 64e                      |
| 145                      | Nicole Frain (AUS) (route) | NP-2                     |
| 146                      | Kirstie van Haaften (NED)  | 48e                      |

| Suisse SUI | Suisse SUI         | Suisse SUI |
| ---------- | ------------------ | ---------- |
| Num        | Coureuse           | Pos        |
| 151        | Alessandra Keller  | 31e        |
| 152        | Ginia-Lara Caluori | 40e        |
| 153        | Lea Fuchs          | 58e        |
| 154        | Elena Hartmann     | 53e        |
| 155        | Nicole Suter       | 71e        |

| SD Worx SDW | SD Worx SDW            | SD Worx SDW |
| ----------- | ---------------------- | ----------- |
| Num         | Coureuse               | Pos         |
| 1           | Demi Vollering (NED)   | 16e         |
| 2           | Marlen Reusser (SUI)   | 13e         |
| 3           | Anna Shackley (GBR)    | 10e         |
| 4           | Ashleigh Moolman (RSA) | 1re         |

| Trek-Segafredo TFS | Trek-Segafredo TFS           | Trek-Segafredo TFS |
| ------------------ | ---------------------------- | ------------------ |
| Num                | Coureuse                     | Pos                |
| 11                 | Elisa Longo Borghini (ITA)   | 3e                 |
| 12                 | Chloe Hosking (AUS)          | AB-1               |
| 13                 | Leah Thomas (USA)            | 35e                |
| 14                 | Ellen van Dijk (NED) (route) | 30e                |

| Team DSM DSM | Team DSM DSM                | Team DSM DSM |
| ------------ | --------------------------- | ------------ |
| Num          | Coureuse                    | Pos          |
| 21           | Juliette Labous (FRA)       | 9e           |
| 22           | Francesca Barale (ITA)      | 23e          |
| 23           | Liane Lippert (GER) (route) | 4e           |
| 24           | Floortje Mackaij (NED)      | 21e          |
| 25           | Elise Uijen (NED)           | 44e          |

| FDJ-Suez-Futuroscope FSF | FDJ-Suez-Futuroscope FSF            | FDJ-Suez-Futuroscope FSF |
| ------------------------ | ----------------------------------- | ------------------------ |
| Num                      | Coureuse                            | Pos                      |
| 31                       | Marta Cavalli (ITA)                 | 18e                      |
| 32                       | Cecilie Uttrup Ludwig (DEN) (route) | 14e                      |
| 33                       | Victorie Guilman (FRA)              | 19e                      |
| 34                       | Marie Le Net (FRA)                  | 46e                      |
| 35                       | Évita Muzic (FRA)                   | 6e                       |
| 36                       | Jade Wiel (FRA)                     | 47e                      |

| Movistar Team MOV | Movistar Team MOV            | Movistar Team MOV |
| ----------------- | ---------------------------- | ----------------- |
| Num               | Coureuse                     | Pos               |
| 41                | Annemiek van Vleuten (NED)   | 2e                |
| 42                | Sheyla Gutiérrez (ESP)       | AB-3              |
| 43                | Sara Martín (ESP)            | AB                |
| 44                | Arlenis Sierra (CUB) (route) | 36e               |
| 45                | Jelena Erić (SRB) (route)    | 45e               |

| Canyon-SRAM Racing CSR | Canyon-SRAM Racing CSR | Canyon-SRAM Racing CSR |
| ---------------------- | ---------------------- | ---------------------- |
| Num                    | Coureuse               | Pos                    |
| 51                     | Neve Bradbury (AUS)    | 38e                    |
| 52                     | Elise Chabbey (SUI)    | 11e                    |
| 53                     | Alice Barnes (GBR)     | 63e                    |
| 54                     | Ella Harris (NZL)      | 25e                    |
| 55                     | Soraya Paladin (ITA)   | 12e                    |

| UAE Team ADQ UAD | UAE Team ADQ UAD          | UAE Team ADQ UAD |
| ---------------- | ------------------------- | ---------------- |
| Num              | Coureuse                  | Pos              |
| 61               | Mavi García (ESP) (route) | AB-2             |
| 62               | Laura Tomasi (ITA)        | 50e              |
| 63               | Urša Pintar (SLO)         | 22e              |
| 64               | Sophie Wright (GBR)       | 43e              |
| 65               | Linda Zanetti (SUI)       | AB-3             |

| Team BikeExchange-Jayco BEX | Team BikeExchange-Jayco BEX | Team BikeExchange-Jayco BEX |
| --------------------------- | --------------------------- | --------------------------- |
| Num                         | Coureuse                    | Pos                         |
| 71                          | Ane Santesteban (ESP)       | 15e                         |
| 72                          | Urška Žigart (SLO)          | 37e                         |
| 73                          | Amanda Spratt (AUS)         | 8e                          |
| 74                          | Nina Kessler (NED)          | 39e                         |
| 75                          | Georgia Williams (NZL)      | 24e                         |
| 76                          | Jessica Allen (AUS)         | 60e                         |

| Valcar-Travel & Service VAL | Valcar-Travel & Service VAL | Valcar-Travel & Service VAL |
| --------------------------- | --------------------------- | --------------------------- |
| Num                         | Coureuse                    | Pos                         |
| 81                          | Elena Pirrone (ITA)         | 59e                         |
| 82                          | Elizabeth Stannard (AUS)    | 34e                         |
| 83                          | Emma Redaelli (ITA)         | 68e                         |
| 84                          | Carlotta Cipressi (ITA)     | NP-2                        |
| 85                          | Margaux Vigié (FRA)         | 65e                         |

| Liv Racing Xstra LIV | Liv Racing Xstra LIV    | Liv Racing Xstra LIV |
| -------------------- | ----------------------- | -------------------- |
| Num                  | Coureuse                | Pos                  |
| 91                   | Jeanne Korevaar (NED)   | 42e                  |
| 92                   | Katia Ragusa (ITA)      | 61e                  |
| 93                   | Sabrina Stultiens (NED) | 32e                  |
| 94                   | Silke Smulders (NED)    | 51e                  |
| 95                   | Quinty Ton (NED)        | 41e                  |
| 96                   | Eva Buurman (NED)       | 67e                  |

| EF Education-TIBCO-SVB TIB | EF Education-TIBCO-SVB TIB | EF Education-TIBCO-SVB TIB |
| -------------------------- | -------------------------- | -------------------------- |
| Num                        | Coureuse                   | Pos                        |
| 101                        | Veronica Ewers (USA)       | 5e                         |
| 102                        | Magdeleine Vallieres (CAN) | AB-3                       |
| 103                        | Kathrin Hammes (GER)       | 29e                        |
| 104                        | Sara Poidevin (CAN)        | 52e                        |
| 105                        | Omer Shapira (ISR) (route) | 26e                        |

| Ceratizit-WNT Pro Cycling WNT | Ceratizit-WNT Pro Cycling WNT | Ceratizit-WNT Pro Cycling WNT |
| ----------------------------- | ----------------------------- | ----------------------------- |
| Num                           | Coureuse                      | Pos                           |
| 111                           | Hanna Nilsson (SWE)           | 57e                           |
| 112                           | Clea Seidel (GER)             | AB-3                          |
| 113                           | Lara Vieceli (ITA)            | 55e                           |
| 114                           | Marta Lach (POL)              | 33e                           |

| Roland Cogeas-Edelweiss Squad CGS | Roland Cogeas-Edelweiss Squad CGS | Roland Cogeas-Edelweiss Squad CGS |
| --------------------------------- | --------------------------------- | --------------------------------- |
| Num                               | Coureuse                          | Pos                               |
| 121                               | Tamara Dronova (RUS) (route)      | 28e                               |
| 122                               | Petra Stiasny (SUI)               | 20e                               |
| 123                               | Hannah Buch (GER)                 | AB-3                              |
| 124                               | Léa Stern (SUI)                   | 70e                               |
| 125                               | Caroline Baur (SUI) (route)       | AB-1                              |
| 126                               | Anna Gabrielle Traxler (CAN)      | 56e                               |

| Plantur-Pura PLP | Plantur-Pura PLP                      | Plantur-Pura PLP |
| ---------------- | ------------------------------------- | ---------------- |
| Num              | Coureuse                              | Pos              |
| 131              | Yara Kastelijn (NED)                  | 7e               |
| 132              | Marthe Truyen (BEL)                   | 49e              |
| 133              | Christina Schweinberger (AUT) (route) | 54e              |
| 134              | Julie Van de Velde (BEL)              | 17e              |
| 135              | Imogen Cotter (IRL)                   | 66e              |

| Parkhotel Valkenburg PHV | Parkhotel Valkenburg PHV   | Parkhotel Valkenburg PHV |
| ------------------------ | -------------------------- | ------------------------ |
| Num                      | Coureuse                   | Pos                      |
| 141                      | Quinty Schoens (NED)       | 27e                      |
| 142                      | Julia van Bokhoven (NED)   | 69e                      |
| 143                      | Mischa Bredewold (NED)     | 62e                      |
| 144                      | Femke Gerritse (NED)       | 64e                      |
| 145                      | Nicole Frain (AUS) (route) | NP-2                     |
| 146                      | Kirstie van Haaften (NED)  | 48e                      |

| Suisse SUI | Suisse SUI         | Suisse SUI |
| ---------- | ------------------ | ---------- |
| Num        | Coureuse           | Pos        |
| 151        | Alessandra Keller  | 31e        |
| 152        | Ginia-Lara Caluori | 40e        |
| 153        | Lea Fuchs          | 58e        |
| 154        | Elena Hartmann     | 53e        |
| 155        | Nicole Suter       | 71e        |